# Sundlia
Sundlia est une localité du comté de Troms, en Norvège.

## Géographie
Administrativement, Sundlia fait partie de la kommune de Bardu.